# Real Club de Golf de Sevilla
De Real Club de Golf de Sevilla is een Spaanse golfclub bij Sevilla.
De baan ligt in het natuurpark Oromana, net buiten de stad Sevilla. Het terrein van 91 ha omvat onder andere 90 bunkers en 9 meren. Verder staan er ruim 10.000 bomen. Naast de 18-holes golfbaan beschikt de club over een zwembad, 9 tennisbanen en een fitnessruimte.

## Internationale toernooien
De World Cup werd in 2004 op de baan van Real Sevilla gespeeld. Winnaars was het Engelse team bestaande uit Paul Casey en Luke Donald. Robert-Jan Derksen en Maarten Lafeber eindigden op een gedeelde 6de plaats.

De club was in 2004 ook gastheer van het Sevilla Open, en is sinds 2008 gastheer van het Open de España.
In 2008 eindigde het Open de España met een play-off tussen Peter Lawrie en Ignacio Garrido. Lawrie behaalde zijn eerste overwinning op de Europese Tour.
In februari 2009 werd het Spaans Amateur op Real Sevilla gespeeld. In de halve finale wint Reinier Saxton van Gavin Dear, in de kwart finale verslaat hij Tom Lewis, en de finale, die over 36 holes gaat, wint hij van Sam Hutsby. In 2009 werd hier ook het Open de Andalucia gespeeld, Winnaar was Søren Kjeldsen.

## Baanrecord
Tijdens het Spaans Open in 2008 verbeterde Ignacio Garrido het baanrecord vanaf de backtees met een score van 63 (-9).